# Space乐队
Space乐队（直译：太空乐队），正式名为Didier Marouani＆Space，是一支来自马赛的法国电子音乐乐队，活跃于1977年至1980年，并从1992年起恢复翻唱演出。他们的作品与短暂的太空迪斯科类型有关，是电子乐的先驱之一。
Space乐队有两首乐曲在中国很著名，一首是《Just Blue》，被用作央视《动物世界》的片头曲；另一首是《Magic Fly》，被电影《蛇形刁手》当作配乐。